# Sergei Pawlowitsch Rjabuschinski

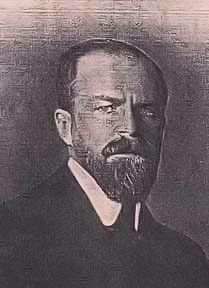
Sergei Pawlowitsch Rjabuschinski

Sergei Pawlowitsch Rjabuschinski (russisch Сергей Павлович Рябушинский; * 15. Junijul. / 27. Juni 1872greg. in Moskau; † 1936 in Paris) war ein russischer Unternehmer, Mäzen und Bildhauer.

## Leben
Rjabuschinski war der zweite Sohn des altgläubigen Unternehmers Pawel Michailowitsch Rjabuschinski. Seine Mutter Alexandra Stepanowna war die Tochter  des reichen Getreidehändlers Stepan Tarassowitsch Owssjannikow, der 1874 wegen Brandstiftung bei einem Konkurrenten zu Freiheitsverlust verurteilt wurde. Rjabuschinski schloss wie auch sein älterer Bruder Pawel 1890 seine Ausbildung an der Moskauer Akademie für Angewandte Handelswissenschaften mit einer Silbermedaille ab, während Pawel die Goldmedaille erhielt. Darauf traten beide in das väterliche Unternehmen ein.

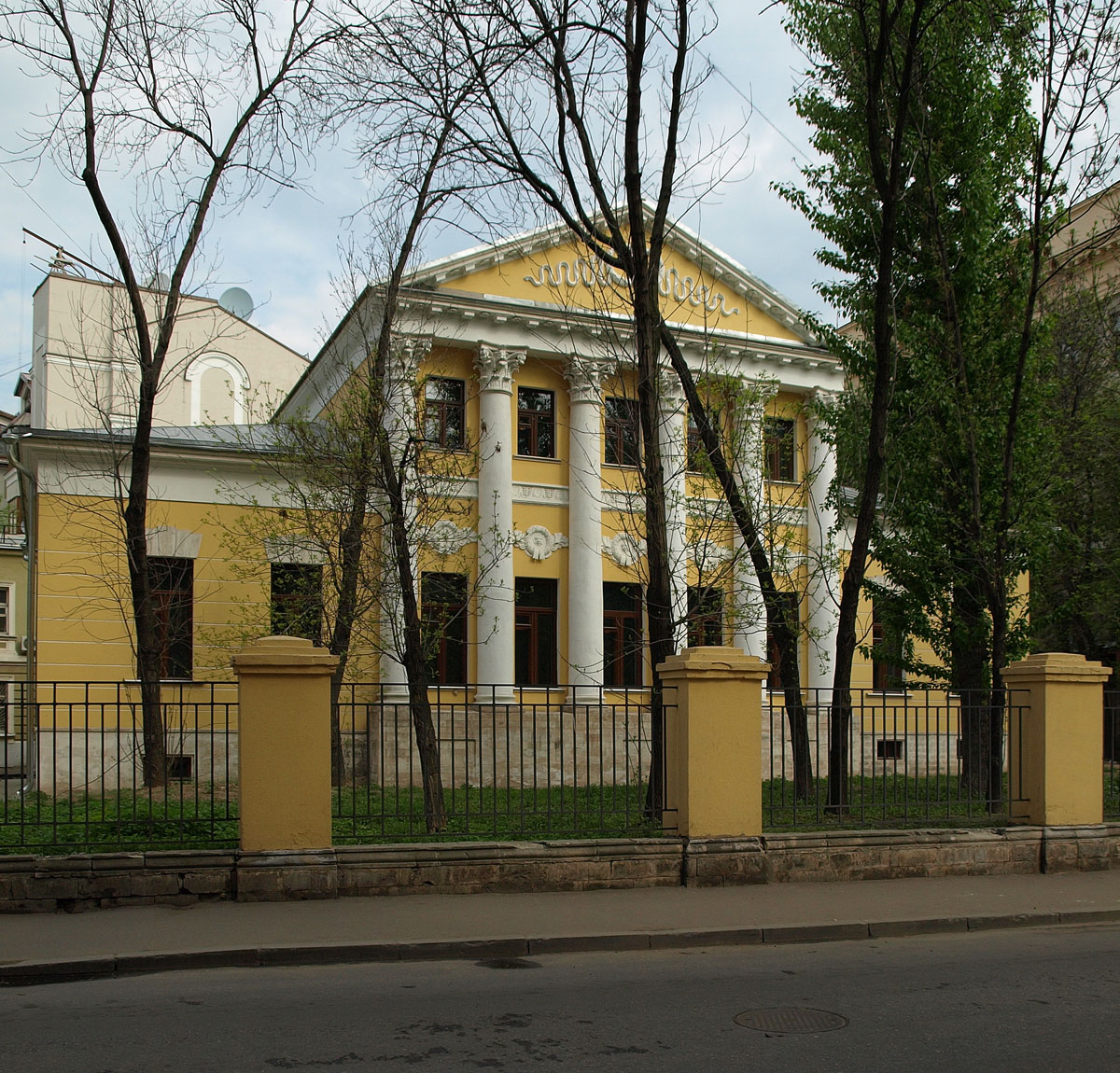
Aksakow-Villa

Rjabuschinski wurde Direktor der Baumwollspinnerei in Saworowo bei Wyschni Wolotschok. Er wohnte in der Moskauer Aksakow-Villa (jetzt Aksakow-Museum) an der Siwzew-Wraschek-Gasse. Am Rogoschskoje-Friedhof der Altgläubigen eröffnete er sein Pädagogik-Institut mit den neuesten technischen Hilfsmitteln und Methodiken. Er leitete das nach der Großfürstin-Jelisaweta-Fjodorowna benannte Kinderheim.
1916 gründete er mit seinen Brüdern Wladimir und Stepan und den Unternehmern Alexander Wassiljewitsch Kusnezow und Nikolai Alexandrowitsch Wtorow das erste russische Automobilunternehmen, die Moskauer Automobilgesellschaft (AMO). Die Produktion wurde so organisiert, dass leicht auf die Produktion von Flugzeugen umgestellt werden konnte, zumal Rjabuschinskis Bruder Dmitri das erste russische Aerodynamik-Institut gegründet hatte.
Rjabuschinski betätigte sich nebenbei als Bildhauer, wobei er sich auf Tierskulpturen spezialisierte. Ilja Jefimowitsch Repin schätzte ihn und empfahl ihm 1911, sich den Peredwischniki anzuschließen. Mit anderen gründete er die Gesellschaft für die Erneuerung des künstlerischen Russlands. Er leitete den Moskauer Klub der Automobilisten und die Moskauer Gesellschaft für Aeronautik.
1900 verließ Rjabuschinski die altgläubige Gemeinde und wurde in der Oranienbaumer Erzengel-Michael-Kathedrale in die Russisch-Orthodoxe Kirche aufgenommen, um dann heiraten zu können.
Nach der Oktoberrevolution emigrierte Rjabuschinski. 1927 wurde er in Paris Mitglied der gerade von seinem Bruder Wladimir gegründeten Gesellschaft Ikona zur Verbreitung des Wissens von den russischen Ikonen in der russischen und französischen Gesellschaft.